# 佐藤可奈子 (気象予報士)
佐藤 可奈子（さとう かなこ、1989年6月19日 - ）は、株式会社ウェザーマップ所属の気象予報士である。

## 経歴
東京都江東区生まれ。高校入学時に宮城県仙台市に引っ越し。早稲田大学卒業後、通販会社のジャパネットたかたに入社。役員秘書を経て、テレビショッピングのMCを経験。天気によって商品の売り上げが大きく変わることから気象に興味を持ち、気象予報士の勉強を開始。2017年3月気象予報士試験に合格。その後ウェザーマップに所属、同年7月よりミヤギテレビにて気象キャスターに就任。
2020年11月よりNHK長野放送局、2023年4月よりNHKラジオセンターで気象キャスターを務める。

## 現在の出演番組
- NHKジャーナル（NHKラジオ第1、2023年4月 - ）
- NHKきょうのニュース（NHKラジオ第1、2023年4月 - ）

## 過去の出演番組
- ストレイトニュース（ミヤギテレビ、2017年7月 - 2020年9月）
- OH!バンデス（ミヤギテレビ、2017年10月 - 2020年9月）
- イブニング信州（NHK長野、2020年11月 - 2023年3月）
- ラジオゆる信ワイド（NHK長野、2020年11月 - 2023年3月）
- オードリーさん、ぜひ会ってほしい人がいるんです。（中京テレビ）
- 金曜日のソロたちへ（NHK総合）